# José Antonio Díaz Peláez
José Antonio Díaz Peláez (1 de julio de 1924, La Habana, Cuba-9 de julio de 1988, La Habana, Cuba) es un artista autodidacta. Entre 1953 y 1955 fue miembro del Grupo Los Once, La Habana, Cuba. 
Vivió gran parte de su vida en una pequeña y pintoresca casita en el Vedado. Su obra es poco conocida a pesar de haber recorrido importantes galerías de diferentes países.
Podemos encontrar parte de su obra expuesta en el Museo Nacional en el edificio Arte Cubano.

## Exposiciones personales
- 1959 Galería Proteo, México,
- 1959 Roland de Aenlle Gallery, Nueva York, EE. UU.
- 1977 Centro de Arte Internacional, La Habana, Cuba.

## Exposiciones colectivas
- 1957 Roland de Aenlle Gallery, Nueva York.
- 1958-1960 Riverside Drive Museum, Nueva York.
- 1958-1960 Jewish Council, Nueva York, EE. UU.
- 1959/1961/1968 Museo Nacional de Bellas Artes, La Habana, Cuba
- 1961 Denver Art Museum, Denver, Colorado, EE. UU.
- 1967 Ewan Phillis Gallery, Londres, U.K.
- 1970 Expo’70. Pabellón Cubano, Osaka, Japón.
- 1975 Odd Fellow Palacet, Copenhague, Dinamarca.
- 1976 Tampereen Nykyta Museossa, Tampere, Finlandia
- 1986 Internationalen Gartenbauausstellung (IGA), Erfurt, R.D.A
- 1986 Segunda Bienal de La Habana Museo Nacional de Bellas Artes, La Habana, Cuba.

## Premios
- 1959  Premio del Salón Anual 1959. Pintura, Escultura y Grabado. Museo Nacional de Bellas Artes, La Habana.
- 1962  Premio Adquisición, Museo Nacional de Bellas Artes, La Habana
- 1965  Premio Salón Nacional de Dibujo. Biblioteca Nacional José Martí, La Habana
- 1973  Premio Salón Nacional de Profesores e Instructores de Artes Plásticas. Museo Nacional de Bellas Artes, La Habana
- 1981  Premio Adquisición, Museo Nacional de Bellas Artes, La Habana, Cuba.

- Datos: Q5937787